# Daniela Georgieva
Daniela Georgieva (Bulgaria, 1969) es una atleta búlgara retirada especializada en la prueba de 400 m, en la que consiguió ser medallista de bronce mundial en pista cubierta en 1995.

## Carrera deportiva
En el Campeonato Mundial de Atletismo en Pista Cubierta de 1995 ganó la medalla de bronce en los 400 metros, llegando a meta en un tiempo de 51.78 segundos, tras la rusa Irina Privalova (oro con 50.23 segundos que fue récord de los campeonatos) y la jamaicana Sandie Richards.